# Zweden op het Eurovisiesongfestival 2018
Zweden nam deel aan het Eurovisiesongfestival 2018, in Lissabon, Portugal. Het was de 58ste deelname van het land aan het Eurovisiesongfestival. SVT was verantwoordelijk voor de Zweedse bijdrage voor de editie van 2018.

## Selectieprocedure

### Format
De Zweedse bijdrage voor het Eurovisiesongfestival 2018 werd naar jaarlijkse traditie gekozen via Melodifestivalen, dat aan zijn 57ste editie toe was. Enkel de eerste Zweedse bijdrage voor het festival, in 1958, werd niet via de liedjeswedstrijd verkozen. Sveriges Television wijzigde het format niet in vergelijking met vorig jaar. 28 nummers werden vertolkt in vier halve finales. Het publiek kon per halve finale via televoting twee liedjes doorsturen naar de finale. Na een eerste stemronde gingen de vijf met de meeste stemmen door naar de tweede stemronde zonder daarbij hun stemmen uit die ronde te verliezen. Na de tweede stemronde vloog de nummer 5 eruit; de nummers 3 en 4 gingen naar de tweedekansronde en de nummers 1 en 2 stootten rechtstreeks door naar de finale. In de tweedekansronde namen de acht kandidaten het tegen elkaar op in duels, tot er nog vier artiesten overbleven. Deze vier mochten ook door naar de finale. In de finale werden de internationale vakjury's geïntroduceerd, die 50 % van de stemmen bepaalden. De rest werd bepaald door het publiek.
Geïnteresseerden kregen van 1 tot 18 september 2017 de tijd om een nummer in te zenden. Sveriges Television ontving in totaal 2.771 nummers, oftewel 293 meer dan een jaar eerder. Veertien artiesten werden uit deze open selectieprocedure geselecteerd, aangevuld met dertien artiesten die op uitnodiging deelnamen, en de winnaar van P4 Nästa, zijnde Les Gordons.

### Presentatoren en locaties
Op 28 november 2017 werden de deelnemende acts bekendgemaakt. Reeds op 2 november werd duidelijk dat de presentatie van Melodifestivalen voor het tweede jaar op rij werd toevertrouwd aan David Lindgren.
Het was de zeventiende editie van Melodifestivalen sinds er geopteerd werd voor een nationale preselectie die over meerdere halve finales, een tweedekansronde en een grote finale loopt. Zoals steeds werd elke show in een andere stad georganiseerd. De finale werd traditiegetrouw gehouden in hoofdstad Stockholm, en voor de zesde keer op rij was de locatie de Friends Arena, een voetbalstadion dat tijdens de finale plaats bood aan maar liefst 27.000 toeschouwers. Hiermee was de finale van Melodifestivalen voor het zesde jaar op rij de grootste nationale finale, en ook weer groter dan het eigenlijke Eurovisiesongfestival.

### Schema
| Datum            | Stad         | Plaats             | Ronde               |
| ---------------- | ------------ | ------------------ | ------------------- |
| 3 februari 2018  | Karlstad     | Löfbergs Arena     | Eerste halve finale |
| 10 februari 2018 | Göteborg     | Scandinavium       | Tweede halve finale |
| 17 februari 2018 | Malmö        | Malmö Arena        | Derde halve finale  |
| 24 februari 2018 | Örnsköldsvik | Fjällräven Center  | Vierde halve finale |
| 3 maart 2018     | Kristianstad | Kristianstad Arena | Tweedekansronde     |
| 10 maart 2018    | Stockholm    | Friends Arena      | Finale              |

## Melodifestivalen 2018

### Eerste halve finale
3 februari 2018
| Plaats | Artiest           | Lied                     | Ronde 1   | Ronde 2 | Totaal    |
| ------ | ----------------- | ------------------------ | --------- | ------- | --------- |
| 1      | Benjamin Ingrosso | Dance you off            | 1.184.738 | 110.417 | 1.295.155 |
| 2      | John Lundvik      | My turn                  | 1.048.501 | 103.632 | 1.152.153 |
| 3      | Renaida           | All the feels            | 1.037.549 | 89.358  | 1.126.907 |
| 4      | Sigrid Bernson    | Patrick Swayze           | 951.260   | 92.476  | 1.043.736 |
| 5      | Edward Blom       | Livet på en pinne        | 801.616   | 63.826  | 865.442   |
| 6      | Kamferdrops       | Solen lever kvar hos dig | 555.778   | -       | 555.778   |
| 7      | Kikki Danielsson  | Osby Tennessee           | 555.466   | -       | 555.466   |

### Tweede halve finale
10 februari 2018
| Plaats | Artiest           | Lied              | Ronde 1   | Ronde 2 | Totaal    |
| ------ | ----------------- | ----------------- | --------- | ------- | --------- |
| 1      | Samir & Viktor    | Shuffla           | 1.166.434 | 70.629  | 1.237.063 |
| 2      | LIAMOO            | Last breath       | 1.051.127 | 100.136 | 1.151.263 |
| 3      | Margaret          | In my cabana      | 805.016   | 60.198  | 865.214   |
| 4      | Mimi Werner       | Songburning       | 744.801   | 67.923  | 812.724   |
| 5      | Ida Redig         | Allting som vi sa | 721.817   | 57.707  | 779.524   |
| 6      | Stiko Per Larsson | Titta vi flyger   | 529.194   | -       | 529.194   |
| 7      | Jonas Gardell     | Det finns en väg  | 490.911   | -       | 490.911   |

### Derde halve finale
17 februari 2018
| Plaats | Artiest                      | Lied             | Ronde 1 | Ronde 2 | Totaal  |
| ------ | ---------------------------- | ---------------- | ------- | ------- | ------- |
| 1      | Martin Almgren               | A bitter lullaby | 850.684 | 93.848  | 944.532 |
| 2      | Jessica Andersson            | Party voice      | 788.787 | 102.041 | 890.828 |
| 3      | Méndez                       | Everyday         | 701.557 | 91.553  | 793.110 |
| 4      | Moncho                       | Cuba libre       | 569.210 | 46.859  | 616.069 |
| 5      | Kalle Moraeus & Orsa Spelmän | Min dröm         | 537.891 | 58.589  | 596.480 |
| 6      | Dotter                       | Cry              | 511.718 | -       | 511.718 |
| 7      | Barbi Escobar                | Stark            | 426.768 | -       | 426.768 |

### Vierde halve finale
24 februari 2018
| Plaats | Artiest           | Lied             | Ronde 1 | Ronde 2 | Totaal  |
| ------ | ----------------- | ---------------- | ------- | ------- | ------- |
| 1      | Mariette          | For you          | 816.976 | 84.609  | 901.585 |
| 2      | Rolandz           | Fuldans          | 737.996 | 80.005  | 818.001 |
| 3      | Felix Sandman     | Every single day | 693.167 | 70.118  | 763.285 |
| 4      | Olivia Eliasson   | Never learn      | 601.932 | 46.425  | 648.357 |
| 5      | Elias Abbas       | Mitt paradis     | 605.644 | 39.845  | 645.489 |
| 6      | Emmi Christensson | Icarus           | 541.494 | -       | 541.494 |
| 7      | Felicia Olsson    | Break that chain | 536.504 | -       | 536.504 |

### Tweedekansronde
3 maart 2018
| Duel | Artiest         | Lied             | Stemmen |
| ---- | --------------- | ---------------- | ------- |
| 1    | Margaret        | In my cabana     | 877.351 |
| 1    | Moncho          | Cuba libre       | 602.941 |
|      |                 |                  |         |
| 2    | Renaida         | All the feels    | 884.188 |
| 2    | Olivia Eliasson | Never learn      | 682.801 |
|      |                 |                  |         |
| 3    | Felix Sandman   | Every single day | 868.152 |
| 3    | Mimi Werner     | Songburning      | 583.305 |
|      |                 |                  |         |
| 4    | Sigrid Bernson  | Patrick Swayze   | 741.226 |
| 4    | Méndez          | Everyday         | 767.551 |

### Finale
10 maart 2018
| Plaats | Artiest           | Lied             | Jury | Publiek | Totaal |
| ------ | ----------------- | ---------------- | ---- | ------- | ------ |
| 1      | Benjamin Ingrosso | Dance you off    | 114  | 67      | 181    |
| 2      | Felix Sandman     | Every single day | 94   | 64      | 158    |
| 3      | John Lundvik      | My turn          | 66   | 62      | 128    |
| 4      | Samir & Viktor    | Shuffla          | 54   | 60      | 114    |
| 5      | Mariette          | For you          | 64   | 49      | 113    |
| 6      | LIAMOO            | Last breath      | 52   | 53      | 105    |
| 7      | Margaret          | In my cabana     | 62   | 41      | 103    |
| 8      | Martin Almgren    | A bitter lullaby | 43   | 41      | 84     |
| 9      | Renaida           | All the feels    | 30   | 51      | 81     |
| 10     | Rolandz           | Fuldans          | 24   | 51      | 75     |
| 11     | Jessica Andersson | Party voice      | 33   | 37      | 70     |
| 12     | Méndez            | Everyday         | 2    | 62      | 64     |

## In Lissabon

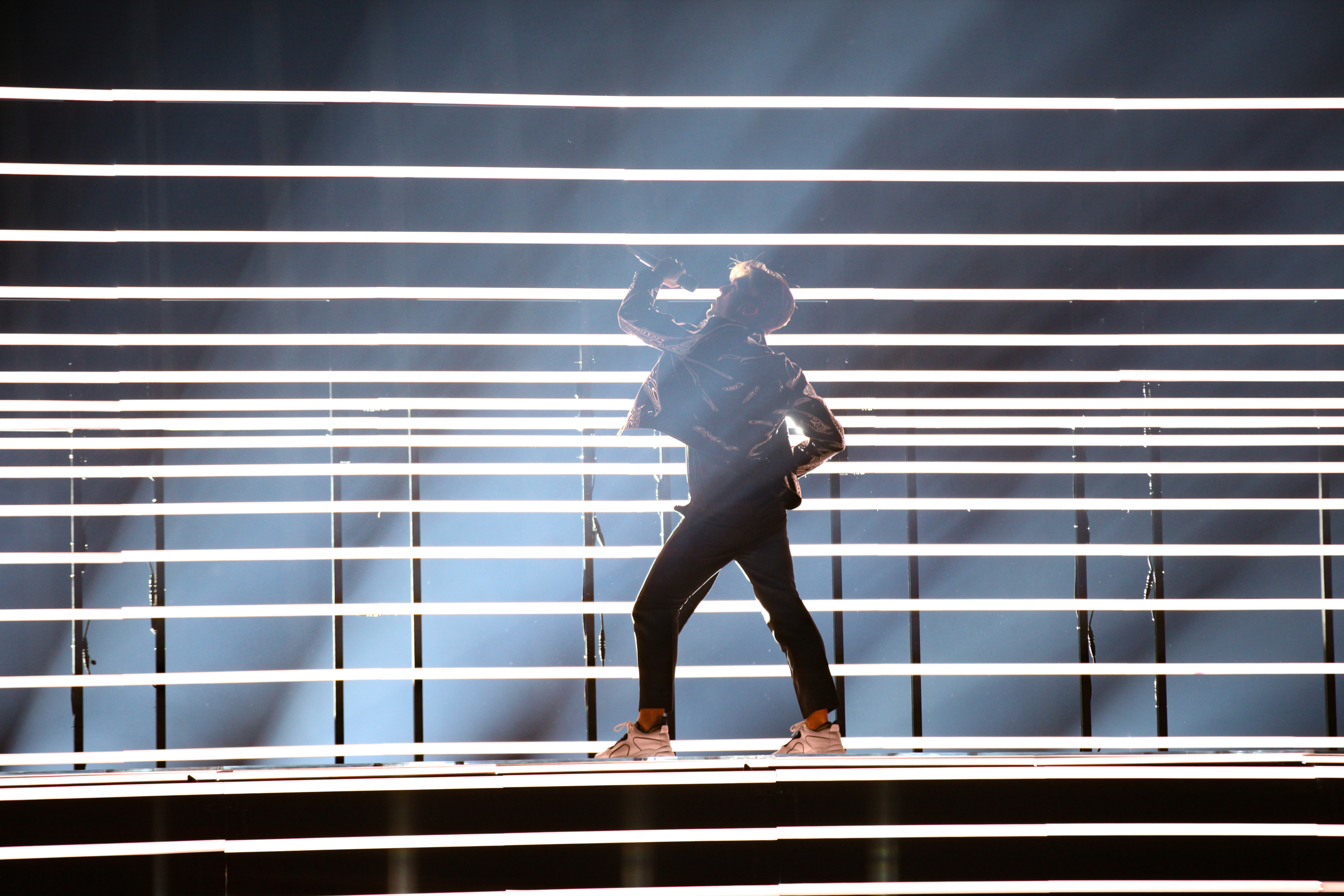
Benjamin tijdens het Songfestival in Lissabon.

Zweden trad aan in de tweede halve finale, op donderdag 10 mei 2018. Benjamin Ingrosso was als vijftiende van achttien artiesten aan de beurt, net na Laura Rizzotto uit Letland en gevolgd door Vanja Radovanović uit Montenegro. Zweden eindigde als tweede, en wist zich zo te plaatsen voor de finale. Daarin was Benjamin Ingrosso als twintigste van 26 artiesten aan de beurt, net na DoReDoS uit Moldavië en gevolgd door AWS uit Hongarije. Zweden eindigde uiteindelijk op de zevende plaats.